# マヒコ・ゴンサレス
マヒコ・ゴンサレス（Mágico González）ことホルヘ・アルベルト・ゴンサレス・バリジャス（Jorge Alberto González Barillas、1958年3月13日 - ）はエルサルバドルの元サッカー選手。元エルサルバドル代表。

## 概要
ポジションは攻撃的ミッドフィルーダー及びフォワード。トリッキーなプレーを得意とし、ディエゴ・マラドーナが「自分より優れている選手だ」と語った事がある。
1982 FIFAワールドカップにて、エルサルバドルはハンガリーに1-10で敗れたがこの試合のマン・オブ・ザ・マッチに選ばれた。エルサルバドルはグループリーグ全敗で大会を後にしたが、マヒコ・ゴンザレスは大会ベストイレブンに選ばれた。

## 所属クラブ
- ANTEL 1975-1976
- インディペンデンテ・ナシオナル 1976-1977
- FAS 1977-1982, 1991-1999
- カディス 1982-1984, 1986-1991
- バリャドリード 1984-1986

## タイトル
FAS
- プリメーラ・ディビシオン・デ・フットボル・デ・エルサルバドル: 1977-78, 1978-79, 1981, 1994-95, 1995-96[2]
- CONCACAFチャンピオンズリーグ: 1979[3]

エルサルバドル代表
- 中央アメリカ・カリブ海競技大会: 1977[4]
- CONCACAF選手権 準優勝: 1981;[5] 3位: 1977[6]